# Kay Callard
Kay Callard (10 de noviembre de 1923-7 de marzo de 2008) fue una actriz canadiense de cine y televisión.
Nació en Toronto, Ontario, Canadá; murió, a los 84 años, en Peterborough, Cambridgeshire, Inglaterra, Reino Unido.
Estuvo activa entre 1954 y 1993.

## Filmografía seleccionada
- They Who Dare (1954)
- Stolen Assignment (1955)
- Reluctant Bride (1955)
- Find the Lady (1956)
- West of Suez (1957)
- The Flying Scot (1957)
- Cat Girl (1957)
- Intent to Kill (1958)
- Our Cissy (1974)

Esta página fue traducida de Wikipedia en inglés.